# اوروتون
اوروتون (انگلیسی: Oroton) شرکت خرده‌فروشی استرالیایی است، که در سال ۱۹۳۸ تأسیس شد.